# Cypress Quarters
Cypress Quarters – jednostka osadnicza w Stanach Zjednoczonych, w stanie Floryda, w hrabstwie Okeechobee.